# Casa del Cordón (Vitoria-Gasteiz)
Pour les articles homonymes, voir Casa del Cordón (Burgos).

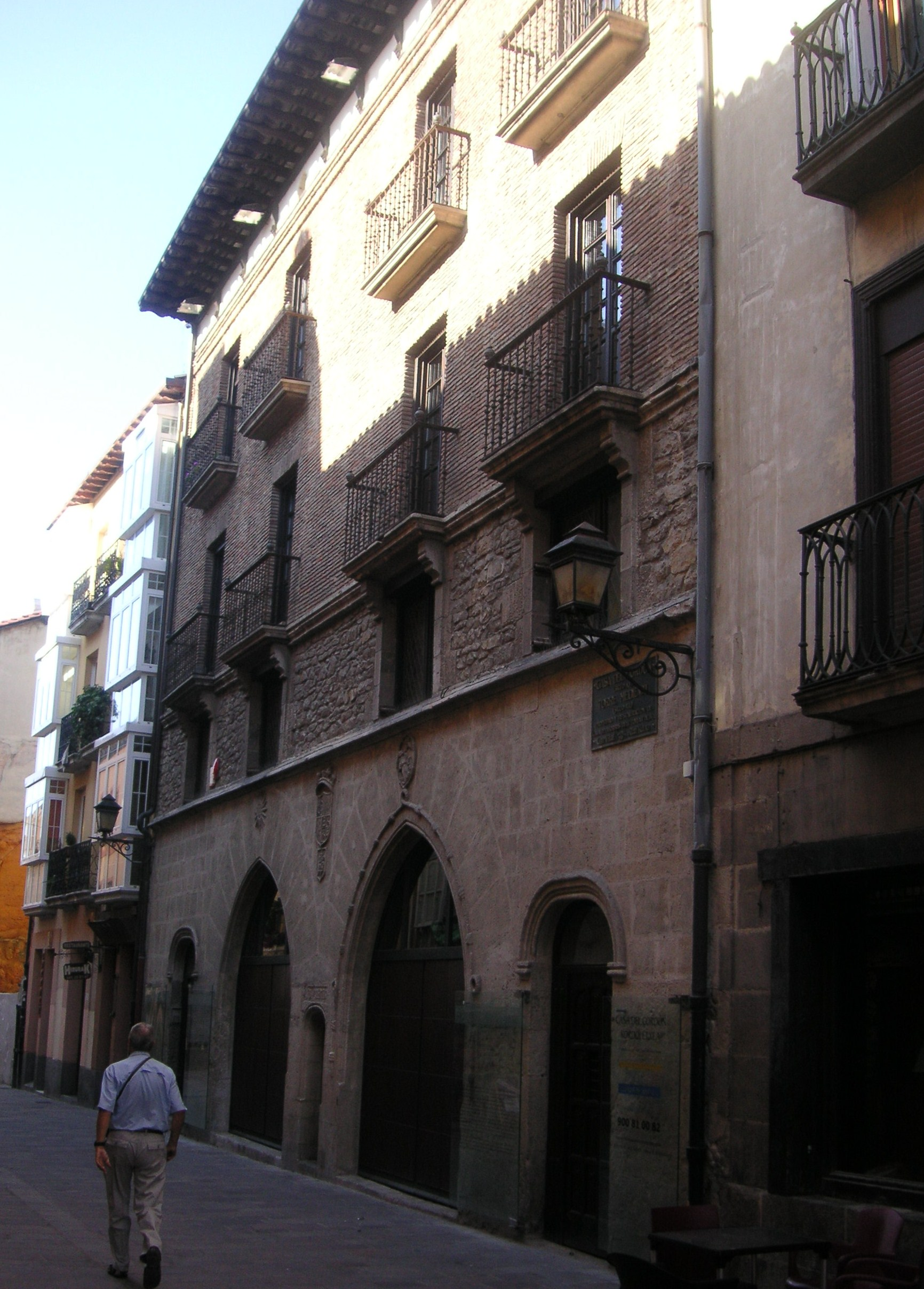
Extérieur de la Casa del Cordón, Vitoria-Gasteiz.

La casa del Cordón est une maison monumentale ou un palais située dans la rue Cuchillería du Vieux Quartier à Vitoria-Gasteiz dans la province d'Alava dans la communauté autonome du Pays basque (Espagne). Il doit son nom à la dentelle de l'ordre franciscain de l'arche de l'une des entrées jumelles de la maison.

## Présentation
Elle a été construite au XVe siècle par le commerçant juif converse Pedro Sánchez de Bilbao sur de vieilles maisons médiévales, en entourant l'ancienne tour de lignée des Gaona du XIIIe siècle, laquelle reste dans les deux premiers étages du palais. Remarquable la voûte brisée et polychrome avec laquelle on couvre la salle noble de la tour et qui est restée intacte jusqu'à nos jours.
Ce bel exemple d'architecture gothique civile, a été la résidence de passage de figures illustres de l'époque comme Philippe le Beau et son épouse Jeanne la Folle. Adrien VI se trouvait dans ce palais où, le 22 janvier 1522 il a reçu les nouvelles de sa nomination papale 13 jours auparavant. Le futur Adrien VI restera dans la capitale alavaise (gentilé de l'Alava) un peu plus d'un mois, exerçant la régence d'Espagne et préparant le Royaume de Navarre pour la défense face à l'invasion française.
Après un complexe travail de réadaptation, le bâtiment abrite actuellement de nombreuses expositions avec un caractère didactique prononcé. Ainsi, le public peut visiter des expositions sur le monde de la culture autochtone, l'histoire, la nature, l'artisanat, le folklore, la mythologie basque, etc. 